# Crichtonsaurus
Il crichtonsauro (gen. Crichtonsaurus) è un dinosauro erbivoro appartenente agli anchilosauri, o dinosauri corazzati. Visse all'inizio del Cretaceo superiore (Cenomaniano/Turoniano, circa 97 milioni di anni fa) e i suoi resti sono stati ritrovati in Cina. Il nome generico è stato dato in onore dell'autore di Jurassic Park, Michael Crichton.

## Descrizione
Questo dinosauro è conosciuto per vari resti incompleti, che includono un cranio piuttosto allungato rispetto a quello di altri animali simili. Il corpo era massiccio e protetto da un'armatura costituita da placche ossee immerse nella pelle (osteodermi), mentre la coda era probabilmente dotata di una struttura ossea a forma di mazza. Il cranio era anch'esso corazzato e dotato di due corna poste dietro gli occhi, costituite dalle ossa squamose.

## Classificazione
A questo genere di dinosauro, descritto per la prima volta nel 2002, sono attribuite due specie: la specie tipo, Crichtonsaurus bohlini, è nota per uno scheletro incompleto comprendente vertebre, cinto scapolare, omero, femore e parte dell'armatura. Successivamente a questo ritrovamento è stato rinvenuto anche un cranio.
Nel 2007 è stata descritta un'altra specie, C. benxiensis, nota per uno scheletro parziale e per un cranio incompleto. Questo esemplare, più grande di quello attribuito alla specie tipo, possedeva alcune caratteristiche (ad esempio lo scapolarcoracoide fuso) che fanno pensare a un diverso grado di crescita dell'esemplare. Le due specie, quindi, potrebbero essere in realtà una sola. 
Crichtonsaurus è considerato un anchilosauride di incerta collocazione sistematica, forse affine ai primitivi shamosaurini.